# Comuna Novohrîhorivka Perșa, Dolînska
Novohrîhorivka Perșa (în ucraineană Новогригорівка Перша) este o comună în raionul Dolînska, regiunea Kirovohrad, Ucraina, formată din satele Novohrîhorivka Perșa (reședința) și Șîroka Balka.

## Demografie
Componența lingvistică a comunei Novohrîhorivka Perșa
     Ucraineană (97,08%)
     Rusă (2,55%)
     Alte limbi (0,37%)
Conform recensământului din 2001, majoritatea populației comunei Novohrîhorivka Perșa era vorbitoare de ucraineană (97,08%), existând în minoritate și vorbitori de rusă (2,55%).